# Strobilanthes capillipes
Strobilanthes capillipes är en akantusväxtart som beskrevs av C. L. Clarke och Ridley. Strobilanthes capillipes ingår i släktet Strobilanthes och familjen akantusväxter. Inga underarter finns listade i Catalogue of Life.